# Les Jepsen
Pour les articles homonymes, voir Jepsen.
Les Jepsen, né le 24 juin 1967, à Bowbells, au Dakota du Nord, est un ancien joueur américain de basket-ball. Il évolue au poste de pivot. 